# Salvatore Caronna
Salvatore Caronna (ur. 5 marca 1964 w Bad Säckingen) – włoski polityk, samorządowiec, poseł do Parlamentu Europejskiego VII kadencji.

## Życiorys
W czasach studenckich zaangażował się w działalność związanej z Włoską Partią Komunistyczną organizacji młodzieżowej Federazione Giovanile Comunista Italiana. W 1986 został sekretarzem tej federacji w Bolonii, a w latach 1989–1993 stał na czele regionalnego stowarzyszenia kulturalno-rekreacyjnego. Działał później w Demokratach Lewicy (od 1999 do 2006 jako sekretarz tej partii w Bolonii), z którymi w 2007 przystąpił do Partii Demokratycznej. W nowym ugrupowaniu objął stanowisko przewodniczącego struktur regionalnych. Był także radnym Bolonii i regionu Emilia-Romania.
W wyborach w 2009 z listy PD uzyskał mandat posła do Parlamentu Europejskiego VII kadencji. Przystąpił do grupy Postępowego Sojuszu Socjalistów i Demokratów, został też członkiem Komisji Rozwoju Regionalnego.